# Yard Sale (canção de Neon Hitch)
"Yard Sale" é uma canção da cantora e compositora britânica Neon Hitch. Foi escrita por Neon Hitch, Jeremy Dussoliett, Tim Sommers, que também se encarregaram da produção.

## Lista de faixas
| Single |             |         |  |
| N.º    | Título      | Duração |  |
| 1.     | "Yard Sale" | 3:09    |  |

| Radio Edit |             |         |  |
| N.º        | Título      | Duração |  |
| 1.         | "Yard Sale" | 3:00    |  |

## Histórico de lançamento
| País           | Data                 | Formato          | Editora discográfica |
| -------------- | -------------------- | ---------------- | -------------------- |
| Alemanha       | 01 de Agosto de 2014 | Descarga digital | WeRNeon              |
| Reino Unido    | 04 de Agosto de 2014 | Descarga digital | WeRNeon              |
| Estados Unidos | 05 de Agosto de 2014 | Descarga digital | WeRNeon              |